# Elganzra
Elganzra (franska: Elganzra (CR), Elganzra (Commune Rurale), arabiska: اولماس) är en kommun i Marocko.   Den ligger i provinsen Khémisset och regionen Rabat-Salé-Kénitra, i den norra delen av landet, 80 km öster om huvudstaden Rabat. Antalet invånare är 13 404.